# Herminio Olinto de Carvalho
Herminio Olinto de Carvalho, noto semplicemente come Nené (Santos, 25 aprile 1919 – Santos, 3 giugno 1994), è stato un allenatore di calcio e calciatore brasiliano, di ruolo difensore.
Ha vestito unicamente la maglia del Santos negli anni quaranta e anni cinquanta. A causa di gravi problemi cardiaci, è morto a Santos il 3 giugno 1994 all'età di 75 anni.

## Caratteristiche tecniche
Era un marcatore di stampo classico, dotato di un ottimo fisico e di buoni piedi.

## Carriera

### Club
Lega totalmente la sua carriera al Santos giocando 11 anni ad alto livello. Il suo esordio nel Campionato Paulista avviene il 4 aprile 1943 contro il Palmeiras. La sua unica rete la segna il 28 settembre 1952 contro il Corinthians, mentre disputa la sua ultima partita il 16 gennaio 1954 contro il Ypiranga. Il ritiro dall'attività agonistica avviene a causa di un brutto infortunio al ginocchio: chiude così la sua avventura nel Santos con 396 presenze e 1 gol.

### Allenatore
Terminata la carriera da giocatore, intraprende quella di allenatore delle giovanili del Santos. Lì ha tra i suoi giocatori Pelé, che lanciò in prima squadra. Vede poi il figlio, anche lui conosciuto come Nenè, esordire col Santos e intraprendere la carriera calcistica.

## Palmarès

### Club

#### Competizioni statali
- Taça Santos: 2

Santos: 1948, 1952
- Taça delle Taças: 1

Santos: 1948
- Taça San Paolo: 1

Santos: 1949
- Quadrangolare di Belo Horizonte: 1

Santos: 1951